# Calocrater
Calocrater  es un género monotípico de planta con flor con una única especie: Calocrater preussii K.Schum. in H.G.A.Engler & K.A.E.Prantl, perteneciente a  la familia Apocynaceae. 
Es originaria del oeste de África tropical donde se encuentra en Congo y Gabón.

## Descripción
Es un arbusto bajo, produciendo ramas erectas, con la base leñosa, creciendo de un rizoma; tallos teretes con hojas alternas. hojas subsessiles, oblongas a lanceolada-elipticcas, acuminadas, de color verde pálido y herbáceas. Inflorescencia con pocas flores en grupos axilares.

## Taxonomía
El género  fue descrito por Karl Moritz Schumann y publicado en Nat. Pflanzenfam. 4(2): 175 1895.